# Родзянко, Владимир Фёдорович
Влади́мир Фёдорович Родзянко  (15 (26) июля 1793 года — 11 (23) февраля 1872 года) — штабс-капитан, участник Отечественной войны 1812 года.

## Биография
Родился 15 июля 1793 года в имении отца, в Хорольском уезде Малороссийской губернии, и воспитывался сначала дома, а потом отдан был в Московский университетский благородный пансион, в котором и окончил курс в 1811 году, после чего поступил в гвардейскую артиллерию.
Принял участие в Отечественной войне; в 1813 году он находился в шести сражениях в Пруссии, Саксонии и других местах, в сражении под Лейпцигом (где получил Георгиевский крест), под крепостью Магдебургом, при осаде Гамбурга и в нескольких небольших сражениях; несколько раз был ранен.
По возвращении из Парижа Родзянко продолжал службу до 1824 года, когда, в чине гвардии штабс-капитана, вышел в отставку и поселился в своём имении в Хорольском уезде (на тот момент уже Полтавская губерния), где занимался хозяйством и исполнял различные должности по выборам дворянства.
Сочувствуя реформам Александра II, он принимал участие в дворянском Комитете Полтавской губернии в качестве его члена.
Был женат на Марии Иоакимовне Григорьевой, дочери статского советника Иоакима Григорьева. Его дети: Виктор, Екатерина, Мария.
Умер 11 (23) февраля 1872 года в своём имении в Полтавской губернии, где и погребён.